# Menlo Park Terrace (New Jersey)
Menlo Park Terrace – miejscowość (unincorporated community, pol. niezarejestrowana wspólnota) w hrabstwie Middlesex w stanie New Jersey w USA.  Miejscowość należy do konglomeratu Woodbridge Township, rozciąga się wzdłuż drogi U.S. Highway 1, pomiędzy dwoma centrami handlowymi Menlo Park Mall i Woodbridge Center. Wspólnota to w większości domy jednorodzinne, z rozwijającą się populacją emigrantów. W Menlo Park Terrace znajduje się remiza strażacka i szkoła (Menlo Park Terrace School #19). Miejscowość jest widoczna z autostrady Garden State Parkway podczas jazdy na południe obok zjazdu exit 130. Kod pocztowy (ZIP code) to: 08840.